# Beziehungen zwischen Südafrika und den Vereinigten Staaten
Die Beziehungen zwischen Südafrika und den Vereinigten Staaten sind das zwischenstaatliche Verhältnis zwischen Südafrika und den Vereinigten Staaten. Erste Kontakte reichen bis ins 18. Jahrhundert zurück, doch besonders im 20. Jahrhundert gewannen die bilateralen Beziehungen politische Bedeutung. Während der Apartheid-Ära in Südafrika (1948–1994) waren die Beziehungen von Spannungen und Widersprüchen geprägt: Die USA verurteilten offiziell die Rassentrennung, pflegten aber aus geostrategischen Interessen zunächst dennoch Kooperationen mit dem weißen Minderheitsregime, insbesondere bei der Koordinierung antikommunistischer Aktionen in Afrika. 1986 beschloss der US-Kongress einen weitreichenden Wirtschaftsboykott des Apartheid-Regimes und die USA begannen die Übergabe der politischen Macht an die schwarze Bevölkerungsmehrheit zu unterstützen. Nach dem Ende der Apartheid entwickelten sich die USA und das demokratische Südafrika zu Partnern mit intensiven Wirtschaftsbeziehungen, kulturellem Austausch und Kooperation in Sicherheitsfragen. Aufgrund der auf den globalen Süden (z. B. durch den Beitritt zu den BRICS) ausgerichteten südafrikanischen Außenpolitik, nahmen ab den 2000er Jahren die Spannungen zwischen beiden Ländern kontinuierlich zu. In der Post-Apartheit-Ära erreichte das Verhältnis in der zweiten Amtszeit von Donald Trump ab 2025 einen neuen Tiefpunkt, als Trump weiße Südafrikaner als Flüchtlinge aufnahm, Hilfszahlungen an Südafrika einstellte und Zölle auf südafrikanische Waren erhob.

## Geschichte

### Frühe Kontakte
Die ersten Berührungspunkte zwischen den künftigen USA und dem südlichen Afrika entstanden bereits im späten 18. Jahrhundert. 1799 eröffneten die Vereinigten Staaten ein Konsulat in Kapstadt und unterhalten seither eine offizielle Präsenz im Land. Im 19. Jahrhundert gab es jedoch nur begrenzte politische Kontakte, da Südafrika als britische Kolonie verwaltet wurde und die USA sich außenpolitisch vorwiegend auf den amerikanischen Kontinent konzentrierten. Nichtsdestotrotz bestanden wirtschaftliche und zivilgesellschaftliche Verbindungen: Amerikanische Schiffe liefen regelmäßig südafrikanische Häfen an, und US-amerikanische Missionare (sowohl weiße als auch afroamerikanische) wirkten ab dem 19. Jahrhundert in Südafrika. Die Vereinigten Staaten blieben während des Zweiten Burenkriegs offiziell neutral. Obwohl die US-Presse und die Regierung von Präsident William McKinley das Britische Empire favorisierten, sympathisierten viele Amerikaner mit den Buren und einige reisten nach Südafrika, um als ausländische Freiwillige zu kämpfen.
Nach der Vereinigung der britischen und burischen Territorien entstand 1910 die Südafrikanische Union als britisches Dominion. Die Vereinigten Staaten nahmen 1929 formelle diplomatische Beziehungen zur Südafrikanischen Union auf, nachdem die Briten Südafrika Unabhängigkeit in den Außenbeziehungen zuerkannt hatten. Während des Ersten und Zweiten Weltkriegs kämpften Südafrika und die USA auf Seiten der Alliierten, was zu einer Annäherung führte. Insbesondere Premierminister Jan Smuts, der Südafrika im Zweiten Weltkrieg geführt hatte, pflegte enge Kontakte zu US-Präsident Franklin D. Roosevelt, den er bei der Pariser Friedenskonferenz 1919 kennengelernt hatte, und spielte bei der Formulierung der UN-Charta eine Rolle. Trotz der in Südafrika vorherrschenden Rassentrennungspolitik jener Zeit (die jedoch noch nicht den systematischen Charakter der späteren Apartheid hatte) betrachteten die USA Südafrika in der ersten Hälfte des 20. Jahrhunderts vor allem als strategischen Partner innerhalb der westlich geprägten Weltordnung.

### Die USA und der Apartheidstaat

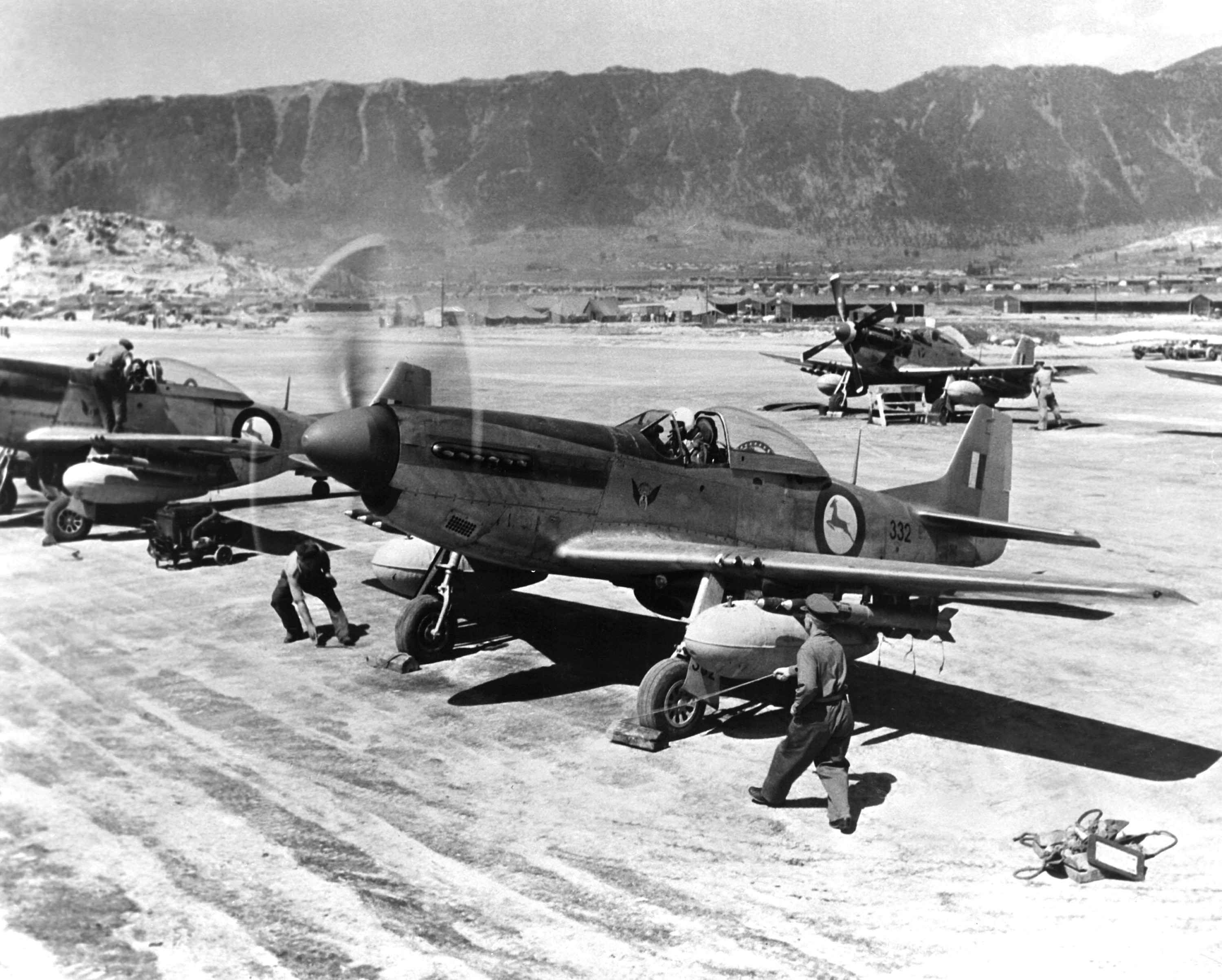
Südafrikanisches Flugzeug im Koreakrieg (1951)

1948 übernahm die Nationale Partei die Regierung und institutionalisierte die Politik der Apartheid (Rassentrennung und Diskriminierung). International geriet Südafrika dafür früh in die Kritik – bereits 1946 prangerte Indien in den Vereinten Nationen die Diskriminierung der indischen Minderheit in Südafrika an. In den folgenden Jahren setzte die UN-Generalversammlung regelmäßig die Rassentrennung auf die Tagesordnung und verurteile diese in Resolutionen. Die westlichen Mächte, darunter die USA und Großbritannien, reagierten jedoch zunächst zögerlich: Im Kontext des entstehenden Kalten Krieges wollten sie einen antikommunistisch gesinnten Verbündeten nicht verlieren. Südafrika stellte sich als zuverlässiger anti-sowjetischer Akteur dar, etwa indem es kommunistische Organisationen verbot und 1950 dem von den USA geführten UN-Einsatz im Koreakrieg sogar ein Kontingent der Luftwaffe zur Verfügung stellte.
Diese Haltung führte zu einem Spannungsfeld zwischen moralischem Anspruch und strategischen Interessen. Einerseits verurteilten US-Regierungen rhetorisch den Rassismus am Kap, andererseits kooperierten sie weiterhin mit Pretoria. So brachen die USA in den 1960er-Jahren beispielsweise das internationale Embargo gegen Rhodesien und arbeiteten geheimdienstlich und militärisch eng mit Südafrika zusammen, während sie gleichzeitig das Apartheid-System offiziell kritisierten. Die südafrikanische Regierung stellte den inländischen Widerstand (ANC, PAC u. a.) als kommunistische Gefahr dar, was in Washington Gehör fand. In diesem Kontext kam es mutmaßlich zu verdeckten Kooperation zwischen US-Geheimdiensten und südafrikanischen Stellen. Ein bekanntes Beispiel ist die Verhaftung Nelson Mandelas 1962. Denn Jahrzehnte später wurde publik, dass ein CIA-Informant und US-Diplomat den südafrikanischen Behörden Mandelas Aufenthaltsort verriet, da man in den USA befürchtete, Mandela stehe im Dienst der Sowjetunion.
Trotz solcher Kooperation nahm der internationale Druck auf Südafrika in den 1960er Jahren zu. 1960 erschütterte das Massaker von Sharpeville (Erschießung friedlicher Demonstranten) die Weltöffentlichkeit und führte zur ersten Verurteilung Südafrikas im UN-Sicherheitsrat. Die USA unterstützten zwar Resolution 134, die Südafrika aufforderte, die Apartheid zu überprüfen, vermieden jedoch zunächst strenge Sanktionen. Erst unter Präsident John F. Kennedy wurden 1963 begrenzte Maßnahmen ergriffen, darunter ein freiwilliges Waffenembargo gegen Pretoria. Gleichwohl blieben die bilateralen Wirtschaftsbeziehungen intakt und Südafrika ein wichtiger Lieferant strategischer Rohstoffe (z. B. Uran für das US-Atomprogramm und Gold) sowie ein Absatzmarkt westlicher Unternehmen.
Nach einem Referendum löste sich Südafrika 1961 von der britischen Krone und rief die Republik aus. Premierminister Hendrik Verwoerd führte Südafrika zugleich demonstrativ aus dem Commonwealth. Die USA erkannten die Republik Südafrika diplomatisch an und beließen ihren Botschafter im Land. Insgesamt zeichneten sich die 1960er und frühen 1970er Jahre durch eine Politik der Zurückhaltung seitens Washington aus, oft beschrieben als „benign neglect“ (wohlwollende Vernachlässigung). Kritik an exzessiver Gewalt wurde, wenn überhaupt, hinter verschlossenen Türen geäußert, denn die Priorität blieb die Eindämmung des Kommunismus. So kooperierte Washington beispielsweise informell mit Pretoria bei der Niederschlagung kommunistischer Einflussnahme in Nachbarländern. Ein Beispiel war Angola: Als dort 1975 ein Bürgerkrieg zwischen rivalisierenden Befreiungsbewegungen ausbrach, unterstützten sowohl die USA (via CIA) als auch Südafrika die antikommunistischen UNITA-Rebellen. Südafrikanische Truppen (SADF und SWATF) marschierten sogar in Angola ein. Der USA konnten – nachdem der Einsatz durch kubanische Truppen zugunsten der marxistischen MPLA zurückgeschlagen wurde – Pretoria zwar zu einem taktischen Rückzug bewegen, doch international war der Schaden angerichtet: Washington hatte sich faktisch mit dem Apartheid-Regime gemein gemacht.
Ab Mitte der 1970er vollzog sich jedoch ein allmählicher Wandel. Die Carter-Administration (1977–1981) erklärte die südafrikanische Apartheid zum Testfall ihrer globalen Menschenrechtspolitik. Präsident Jimmy Carter übte öffentlichen Druck auf Pretoria aus und verschärfte – als erster US-Präsident – die diplomatische Distanz. Beispielsweise verweigerte er 1978 die Akkreditierung eines offen rassistischen südafrikanischen Botschafters. Auch international bewegte sich etwas: 1977 verhängte der UN-Sicherheitsrat ein obligatorisches Waffenembargo gegen Südafrika, das von den USA unterstützt wurde. Parallel erstarkte die Anti-Apartheid-Bewegung in der US-Zivilgesellschaft. Zahlreiche amerikanische Colleges, Städte und Bundesstaaten beschlossen in den frühen 1980ern, Investitionen aus Südafrika abzuziehen (Divestment), um ein Ende der Apartheid zu erzwingen. Zu den Fürsprechern der Anti-Apartheid-Bewegung in den USA gehörten prominente Mitglieder der US-amerikanischen Bürgerrechtsbewegung wie Jesse Jackson.

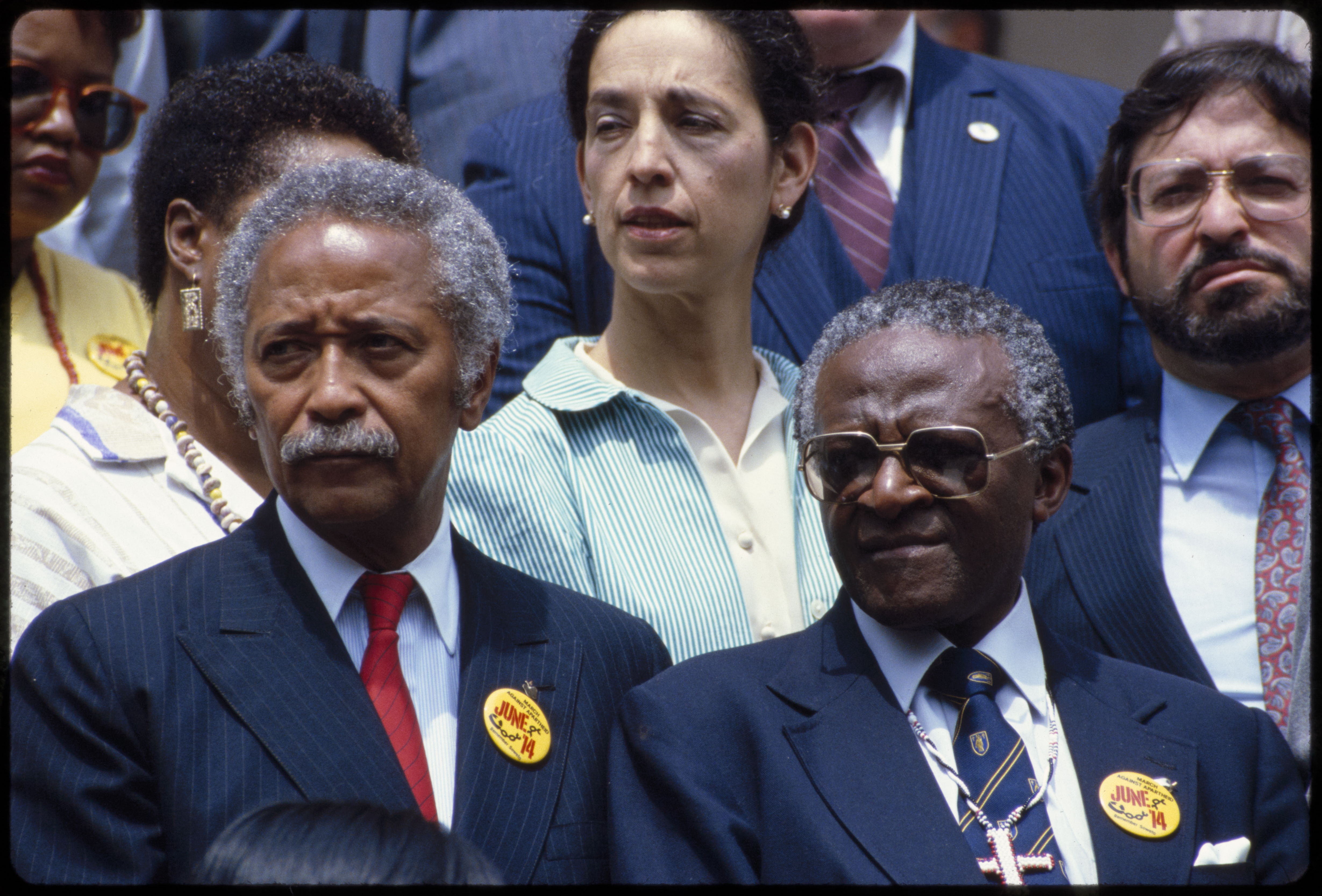
New Yorks Bürgermeister David Dinkins mit Desmond Tutu auf einer Anti-Apartheid-Veranstaltung (1986)

In den 1980er-Jahren erreichte der innere Konflikt in Südafrika und der internationale Druck seinen Höhepunkt. Präsident Ronald Reagan verfolgte zunächst eine Politik der „konstruktiven Einbindung“ (constructive engagement) Südafrikas. Er sah das Regime als notwendigen Partner im Kalten Krieg und lehnte Sanktionen ab. Reagan bezeichnete die Anti-Apartheid Bewegung gelegentlich als naiv und die südafrikanische Befreiungsbewegung (insbesondere den ANC) als von Kommunisten unterwandert. Diese Haltung führte zu schweren Konflikten mit dem US-Kongress und der Öffentlichkeit. 1986 beschloss der von beiden Parteien getragene Kongress gegen Reagans Willen den Comprehensive Anti-Apartheid Act. Dieses Gesetz – erlassen über Reagans Veto hinweg – verhängte weitreichende Wirtschaftssanktionen gegen Pretoria, darunter Handelsbeschränkungen, ein Verbot neuer Investitionen und die Einstellung vieler Kooperationen.
Als sich mit den Reformen von Michail Gorbatschow das Ende des Kalten Krieges abzeichnete, begann Südafrika für die USA als Verbündeter an Wert zu verlieren und zunehmend zu einer Bürde zu werden. Die Reagan-Regierung begann deshalb Ende der 1980er Jahre den Reformprozess in Südafrika zu unterstützten und wirtschaftlichen und politischen Druck auszuüben. Die zuvor widersprüchliche Politik der USA wandelte sich damit in offene Unterstützung für einen demokratischen Wandel. In Abstimmung mit den USA und anderen westlichen Partnern kündigte Präsident Frederik Willem de Klerk Anfang 1990 die Freilassung aller politischen Gefangenen (einschließlich Nelson Mandelas) sowie die Legalisierung verbotener Oppositionsparteien an. Die US-Regierung unter Präsident George H. W. Bush begrüßte diese Schritte ausdrücklich. Bush hob 1991 – nachdem Pretoria formell das Ende der Apartheid-Gesetzgebung einleitete – die meisten US-Sanktionen wieder auf.
1991 bis 1994 waren die bilateralen Beziehungen von enger Kooperation geprägt. US-Vermittler wirkten hinter den Kulissen, um eventuelle Rückschläge – etwa Episoden von politischer Gewalt – abzufedern. Gleichzeitig nahm der inoffizielle Kontakt der Amerikaner zur schwarzen Mehrheitsbevölkerung sprunghaft zu: So reisten Nelson Mandela und andere ANC-Führer mehrfach in die USA, wo sie als Freiheitsikonen gefeiert wurden. Mandela traf etwa im Juni 1990 in Washington D.C. führende Politiker beider Parteien und dankte den Amerikanern für die Unterstützung im Anti-Apartheid-Kampf. Am 27. April 1994 fanden schließlich die ersten freien Wahlen in Südafrika statt, aus denen Nelson Mandela als Präsident hervorging. Unmittelbar danach stellten die USA die vollständigen diplomatischen und wirtschaftlichen Beziehungen wieder her. Im Oktober 1994 absolvierte Mandela einen vielbeachteten Staatsbesuch in Washington. Präsident Bill Clinton empfing ihn dort mit höchsten Ehren.

### Südafrika und die USA nach 1994
Nach Mandela Staatsbesuch etablierten beide Länder eine Binational Commission, um Kooperationen in Bereichen wie Handel, Bildung, Wissenschaft und Verteidigung zu koordinieren. In den folgenden Jahren wuchsen vor allem die Wirtschaftsbeziehungen rapide an und die USA wurden zum wichtigsten Investor im Land. Südafrikas erster Präsident Nelson Mandela und US-Präsident Clinton entwickelten ein freundschaftliches Verhältnis. Auch auf diplomatischer Ebene arbeiteten die Länder häufig zusammen, etwa bei der Lösung afrikanischer Konflikte. So unterstützten die USA Südafrikas Vermittlungsbemühungen in regionalen Krisen (beispielsweise in Lesotho 1998 oder Burundi um 2000) logistisch und finanziell. Umgekehrt entsandte Südafrika Friedenstruppen in von den USA mitinitiierte UN-Missionen, z. B. in die Demokratische Republik Kongo und später nach Darfur.

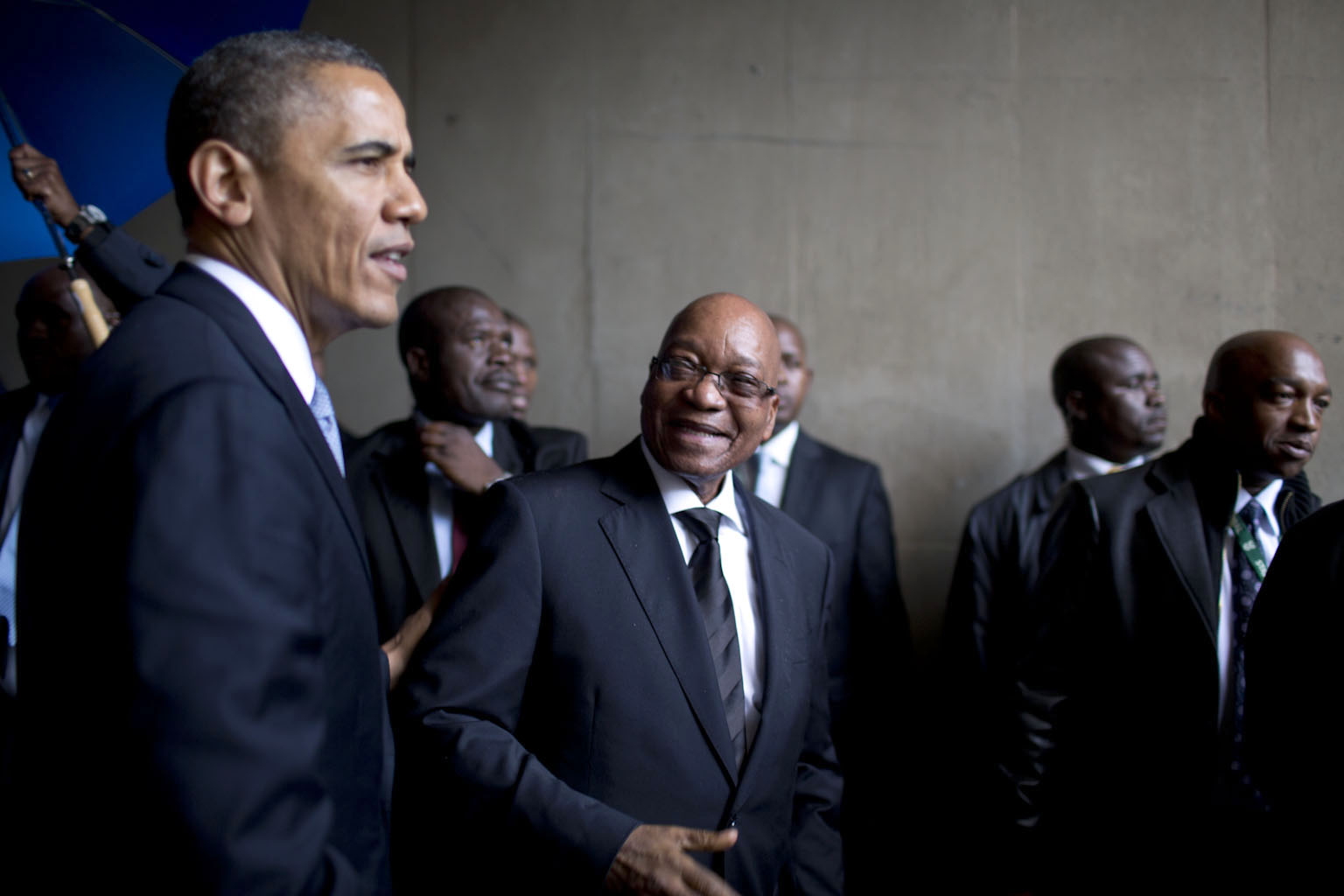
Barack Obama mit Jacob Zuma bei der Beerdigung von Nelson Mandela (2013)

Dennoch traten mit der Zeit auch politische Differenzen zutage, teils bedingt durch Südafrikas neues Selbstverständnis als Sprecher der Entwicklungs- und Schwellenländer. Unter Präsident Thabo Mbeki (1999–2008) verfolgte Südafrika eine stärker panafrikanische und blockfreie Außenpolitik. So lehnte Pretoria 2003 den US-geführten Irakkrieg ausdrücklich ab und kritisierte unilaterale Schritte Washingtons scharf. Mbeki bemühte sich, gute Beziehungen zu Ländern wie dem Iran oder Kuba zu pflegen, was bei US-Regierungen auf Skepsis stieß. Trotz Meinungsverschiedenheiten über die Ursachen der Epidemie (Mbeki zog wissenschaftlich widerlegte Thesen über die Krankheit in Betracht) blieb Südafrika größter Empfänger des US-Programms PEPFAR, das ab 2004 Milliardenbeträge für Medikamente und Prävention bereitstellte. Noch 2025 stammten rund 17 % der gesamten HIV-Bekämpfungsbudgets Südafrikas aus US-Hilfen.
In den 2010er-Jahren intensivierte sich der bilaterale Austausch weiter. Präsident Barack Obama besuchte Südafrika 2013 und hielt in Kapstadt eine vielbeachtete Rede, in der er Südafrika als Vorbild für Versöhnung lobte. Gegen Ende der 2010er trübten sich die Beziehungen unter US-Präsident Donald Trump ein. Trump übte ungewöhnlich scharfe Kritik an innenpolitischen Vorhaben der südafrikanischen Regierung (z. B. geplanter Landreform), brandmarkte das Land als eines von zehn Ländern mit der „schlechtesten Bilanz“ bei der Unterstützung der Positionen der USA in den Vereinten Nationen und zeigte allgemein wenig Interesse an Afrika. Unter Präsident Joe Biden verbesserten sich Ton und Diplomatie kurzzeitig, jedoch entstanden neue Konflikte 2022/23 durch Südafrikas Haltung im Ukraine-Krieg. Pretoria betonte seine Neutralität, pflegte aber zugleich enge Beziehungen zu Russland (u. a. angebliche Militärbeziehungen), was in Washington auf Unverständnis stieß. Ebenso kollidierten die Ansichten in der Nahostpolitik (Südafrika kritisierte 2023 offen die Israel-Politik der USA). Dadurch trübten sich die Beziehungen deutlich ein.
Während der zweiten Trump-Administration verwies US-Außenminister Marco Rubio den südafrikanischen Botschafter Ebrahim Rasool im März 2025 des Landes, nachdem dieser die Politik der Trump-Regierung kritisiert hatte. Im Monat davor hatte Rubio bereits den G20-Gipfel in Johannesburg 2025 boykottiert. Trump stellte auch die Entwicklungshilfe an Südafrika ein. Die Trump-Regierung begann im Mai 2025 außerdem, weiße Südafrikaner als Flüchtlinge aufzunehmen, die zu einer verfolgten Minderheit erklärt wurde, was von Südafrika kritisiert wurde. Am 21. Mai 2025 stattete Staatspräsident Cyril Ramaphosa den USA einen Staatsbesuch ab, um sich mit Präsident Donald Trump zu treffen. Während der Pressekonferenz konfrontierte Trump Ramaphosa mit Vorwürfen über einen angeblichen Völkermord an Weißen in Südafrika, die Ramaphosa entschieden zurückwies. Am nächsten Tag wurde bekannt, dass ein Screenshot, den Trump während des Treffens gezeigt hatte und der angeblich „weißen Farmer, die begraben werden“ zeigte, von einem Reuters-Video aus der DR Kongo stammte.

## Wirtschaftsbeziehungen
Die Wirtschaftsbeziehungen zwischen den USA und Südafrika sind eng und umfangreich. Südafrika verfügt über die am weitesten entwickelte Volkswirtschaft Afrikas, und die USA zählen zu seinen größten Handelspartnern. Bereits vor 1994 bestand ein substanzielles Handelsvolumen, wurden allerdings durch die Apartheid-Sanktionen in den 1980er-Jahren eingeschränkt. Nach dem Wegfall der Sanktionen erlebte der bilaterale Handel einen starken Aufschwung. Die USA wurden zum wichtigsten Investor in Südafrika: Seit 1994 flossen erhebliche US-Direktinvestitionen ins Land, etwa in den Finanzsektor, in die Automobil- und Chemieindustrie. Auch der Warenaustausch stieg kontinuierlich an. Im Jahr 2024 belief sich das bilaterale Handelsvolumen mit Waren auf etwa 20,5 Mrd. US-Dollar. Dabei exportierte Südafrika deutlich mehr in die USA, als es von dort einführte – es ergab sich ein Handelsüberschuss zu Gunsten Südafrikas von 8,8 Mrd. USD im Jahr 2024. Südafrikas Exporte in die USA bestehen vor allem aus Rohstoffen und veredelten Grundstoffen: zu den wichtigsten Gütern zählen Edelmetalle und andere mineralische Rohstoffe (Gold, Platinmetalle, Eisenerz, Industriemetalle, Kohle), chemische Erzeugnisse sowie Kraftfahrzeuge und Autoteile. Die USA exportieren nach Südafrika vornehmlich Maschinen, elektrotechnische Ausrüstungen, Fahrzeuge, Flugzeuge, medizinische Geräte, Agrarprodukte (z. B. Getreide) und Konsumgüter.
2000 wurde Südafrika in das US-Handelsprogramm African Growth and Opportunity Act (AGOA) aufgenommen, was den zollfreien Export zahlreicher südafrikanischer Produkte in die USA ermöglichte. Allerdings ist AGOA zeitlich befristet und an politische Bedingungen geknüpft. Vor allem seit 2022 wird in den USA diskutiert, Südafrika wegen seiner Außenpolitik (Ukraine-Haltung) von AGOA auszuschließen. Die USA und Südafrika haben 2012 ein Rahmenabkommen über Handel und Investitionen (Trade and Investment Framework Agreement, TIFA) unterzeichnet, das das ursprünglich 1999 unterzeichnete TIFA zwischen den Vereinigten Staaten und Südafrika überarbeitete.

## Kulturbeziehungen
Enge Kulturbeziehungen zwischen beiden Ländern entstanden bereits im 20. Jahrhundert. So lebten die berühmte Sängerin Miriam Makeba, der Pianist Abdullah Ibrahim und der Jazz-Trompeter Hugh Masekela zeitweise in den USA und machten dort mit ihrer Musik auf die Lage in Südafrika aufmerksam. Ihr Erfolg beim amerikanischen Publikum trug dazu bei, ein Bewusstsein für die südafrikanische Kultur und den Widerstand gegen Apartheid zu schaffen. Umgekehrt hatten US-amerikanische kulturelle Strömungen starken Einfluss in Südafrika, selbst unter den Bedingungen der Zensur: Jazz und Soulmusik fanden bereits in den 1950ern Anhänger in den Townships, und später inspirierte der amerikanische Hip-Hop in den 1980ern südafrikanische Protest-Musiker. US-Bürgerrechtslieder und -Symbole (wie das Protestlied We Shall Overcome) wurden von Antiapartheid-Aktivisten übernommen. Erleichtert wurde der Austausch dabei durch die in Südafrika weitverbreitete englische Sprache.
Nach 1994 entfalteten sich die kulturellen Kontakte frei. Viele US-Stiftungen und -Organisationen engagierten sich beim demokratischen Aufbau in Südafrika, etwa durch Bildungspartnerschaften und Journalistenaustausch. Jährlich reisen seit den 1990ern hunderte südafrikanische Studierende und Fachkräfte mit Fulbright-Stipendien oder anderen Programmen in die USA, während umgekehrt amerikanische Freiwillige (z. B. im Peace Corps seit 1997) und Wissenschaftler nach Südafrika kommen. Einige hunderttausende Südafrikaner leben in den USA und Amerikaner zählen zu den wichtigsten Touristengruppen in Südafrika. In der Populärkultur bestehen rege Wechselwirkungen. Südafrikanische Akteure haben in Hollywood Fuß gefasst (z. B. die Schauspielerin Charlize Theron stammt aus Südafrika, ebenso der in den USA einflussreiche Unternehmer Elon Musk). Amerikanische Filme, Serien und Musik sind in Südafrika allgegenwärtig und prägen Jugendkultur und Lebensstil. Gleichzeitig stoßen südafrikanische Künstler in den USA auf Interesse – etwa gewann der südafrikanische Film Tsotsi 2006 einen Oscar, und südafrikanische Autoren wie J. M. Coetzee oder Nadine Gordimer (beide Nobelpreisträger für Literatur) sind in den USA vielgelesen.

## Sicherheitspolitische Zusammenarbeit
Während der Apartheidära waren die offiziellen militärischen Kontakte eingeschränkt, da Südafrika international zunehmend zum Paria wurde. Die USA unterstützten ab den 1960ern UN-Embargos auf Waffenlieferungen (verpflichtend seit 1977) und stellten ihre offene Militärkooperation mit Pretoria ein. Jedoch koordinierten die USA und Südafrika in den 1970er/80er-Jahren indirekt ihre Strategien in Konflikten der Region: In Angola etwa unterstützten beide die Rebellen gegen die marxistische Regierung. In Namibia (das bis 1990 als „Südwestafrika“ von Südafrika verwaltet wurde) drängten die USA auf eine Lösung, die einen Abzug kubanischer Truppen aus Angola und die Unabhängigkeit Namibias einschloss. Ein sicherheitsrelevantes Thema war auch Südafrikas Atomprogramm. In den 1970er-Jahren arbeitete das Apartheidregime heimlich an Kernwaffen. 1977 entdeckten US-Aufklärungssatelliten einen unterirdischen Teststandort im südafrikanischen Teil der Kalahari-Wüste und verhinderten gemeinsam mit der Sowjetunion durch diplomatischen Druck einen geplanten Kernwaffentest. Obwohl die USA Südafrika offiziell für das Atomprogramm rügten, wurde vermutet, dass es informelle Kontakte gab, um eine Proliferation zu verhindern, ohne die Allianz im Kalten Krieg zu gefährden. Südafrika baute bis 1989 sechs Atomsprengköpfe, gab diese Waffen aber kurz vor dem Machtwechsel freiwillig auf. Die USA begrüßten diesen Schritt ausdrücklich und arbeiteten nach 1994 eng mit Südafrika und der Internationalen Atomenergiebehörde (IAEA) zusammen, um die Abrüstung zu verifizieren. Südafrika trat dem Atomwaffensperrvertrag (NPT) als erstes Land bei, das zuvor eigene Atomwaffen entwickelt hatte – ein sicherheitspolitischer Erfolg, den Washington und Pretoria gemeinsam vermittelten.

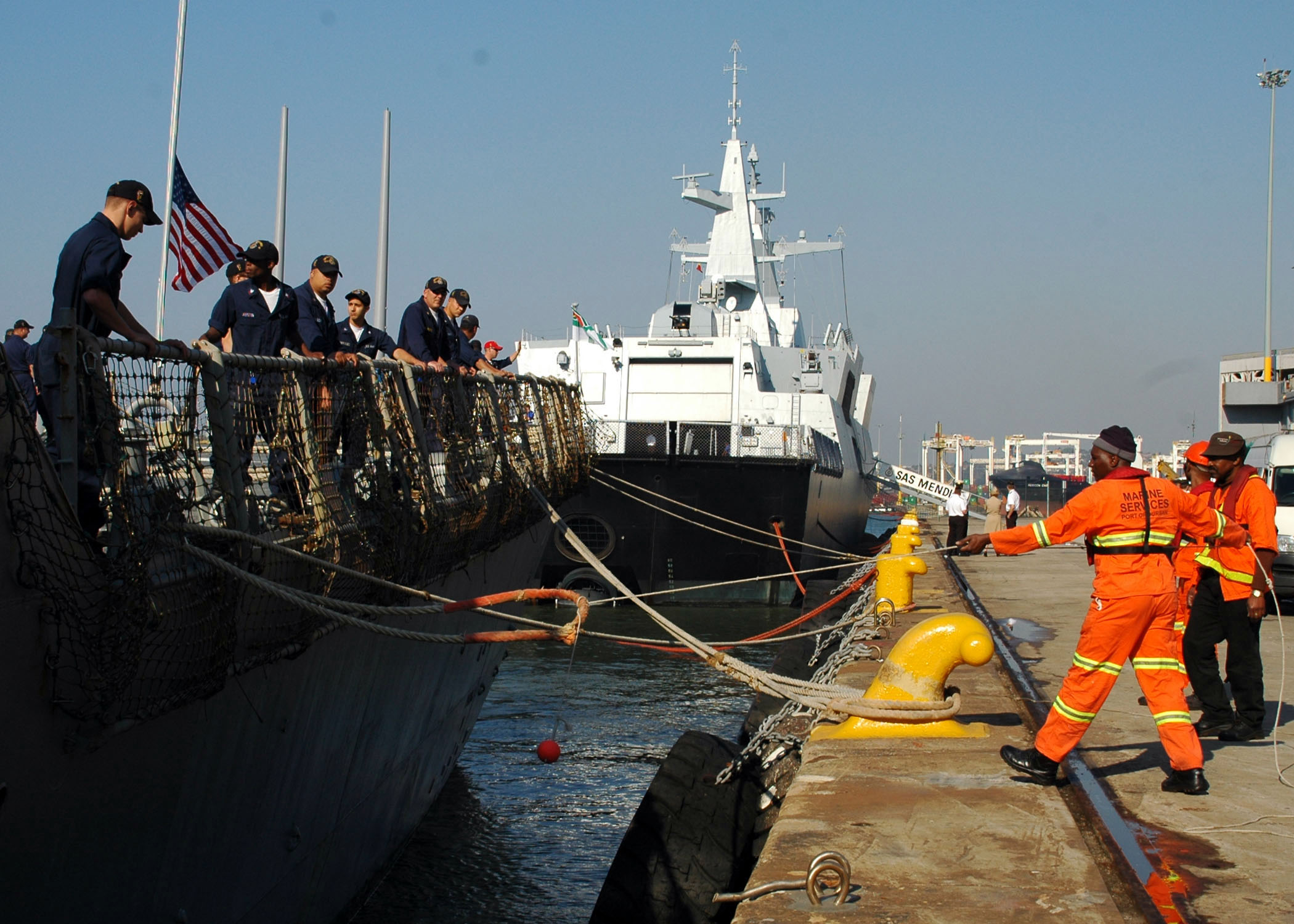
Schiff der US Navy im Hafen von Durban (2009)

Nach der Apartheid wandelte sich die sicherheitspolitische Zusammenarbeit grundlegend. Das neue, demokratische Südafrika wurde kein förmlicher Militärallianzpartner der USA (wie etwa die NATO-Verbündeten oder die Major non-NATO ally), entwickelte sich aber zu einem wichtigen Kooperationspartner bei Friedenssicherung und regionaler Stabilität. Südafrika verfügt über die schlagkräftigste Armee im südlichen Afrika und engagiert sich seit den 2000er-Jahren stark in UN-Friedensmissionen. Die USA unterstützen diese Einsätze durch Ausbildung und Logistik. Regelmäßig finden gemeinsame Militärübungen statt, um die Zusammenarbeit zu vertiefen. Seit 2011 wird etwa alle paar Jahre das Manöver Shared Accord abgehalten, bei dem US-Truppen und die südafrikanische National Defence Force zusammen trainieren.
In Afrika selbst verfolgen beide Länder oft ähnliche sicherheitspolitische Ziele (Stabilität, Terrorismusbekämpfung), doch Südafrika bevorzugt multilaterale afrikanische Lösungen (über die Afrikanische Union), während die USA teils unilateral agieren. Gleichwohl bleiben potenzielle Konfliktfelder: Südafrikas Bindungen zu China und Russland – auch im Rüstungsbereich – werden in den USA aufmerksam beobachtet. So nahm Südafrika 2023 an gemeinsamen Marinemanövern mit Russland/China teil, was Befürchtungen über eine sicherheitspolitische Neuausrichtung weckte. Bisher betont Pretoria jedoch, an Blockfreiheit festhalten zu wollen und sowohl mit westlichen als auch mit östlichen Partnern zu kooperieren.

## Diplomatische Standorte
- Südafrika hat eine Botschaft in Washington, D.C. und Generalkonsulate in Los Angeles und New York City.
- Die Vereinigten Staaten haben eine Botschaft in Pretoria und Generalkonsulate in Kapstadt, Durban und Johannesburg

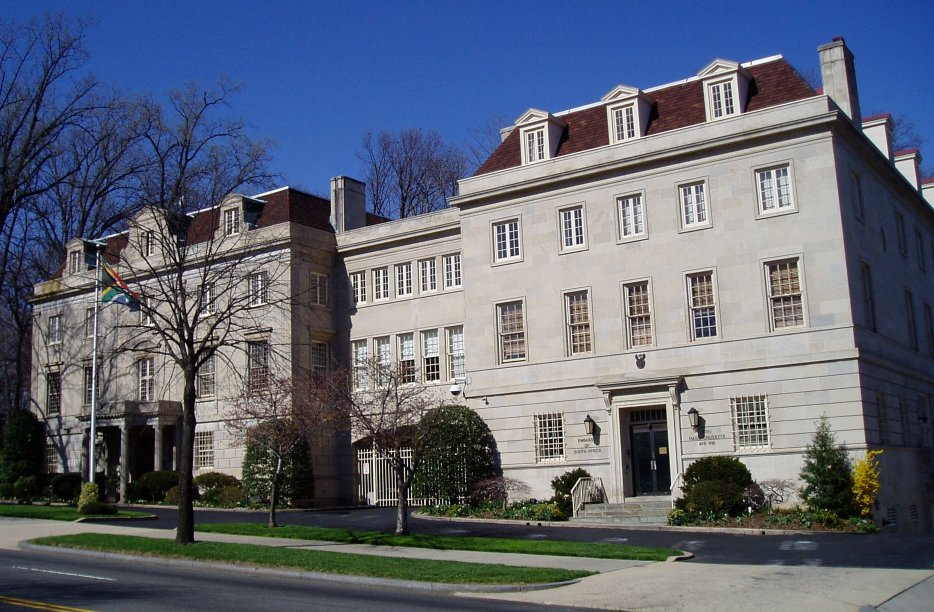
Südafrikanische Botschaft in Washington, D.C.

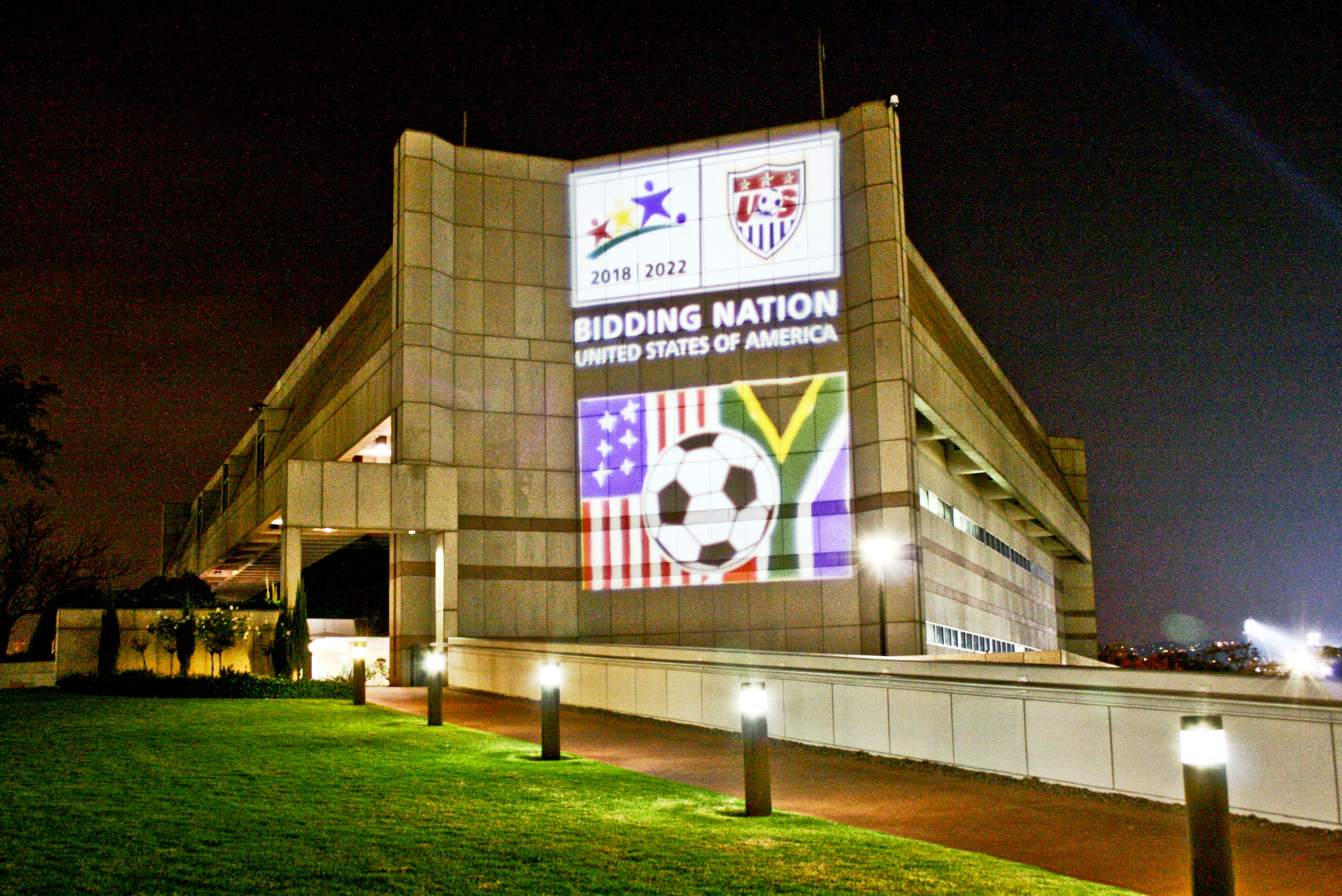
US-Botschaft in Pretoria
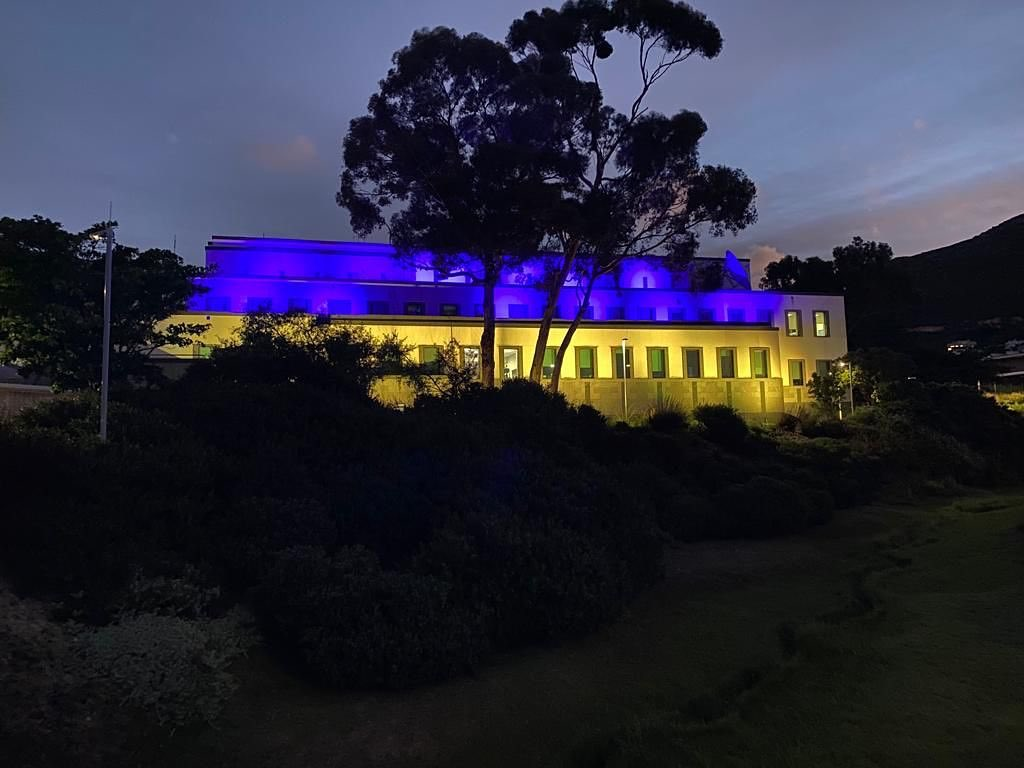
US-Generalkonsulat in Kapstadt
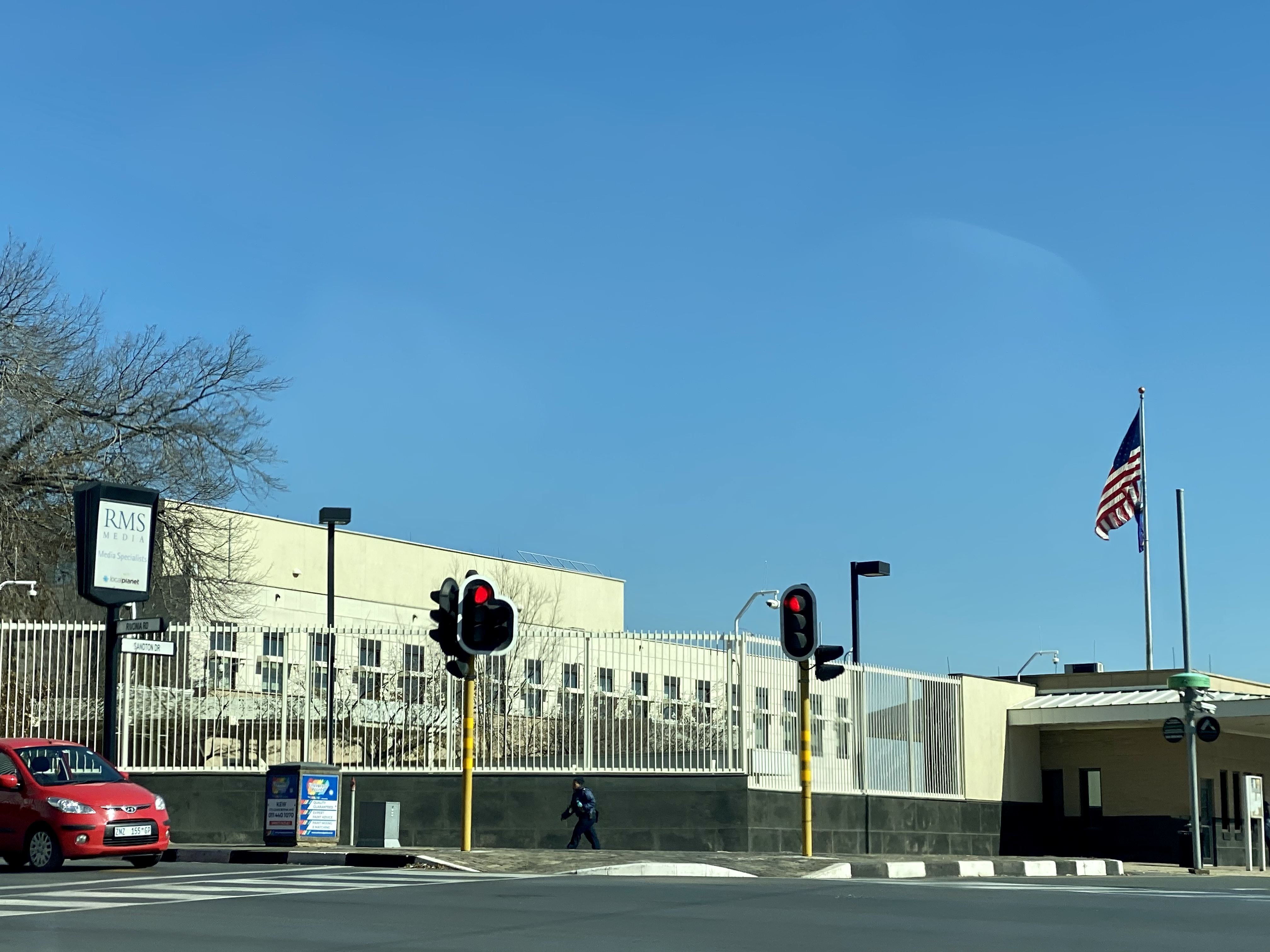
US-Generalkonsulat in Johannesburg